# Chejłowe
Chejłowe (ukr. Хейлове, do 2016 Petriwka, ukr. Петрівка) – wieś na Ukrainie, w obwodzie czerkaskim, w rejonie humańskim, w hromadzie Monastyryszcze. W 2001 liczyła 426 mieszkańców, spośród których 425 wskazało jako ojczysty język ukraiński, a 1 mołdawski.